# یان هوس

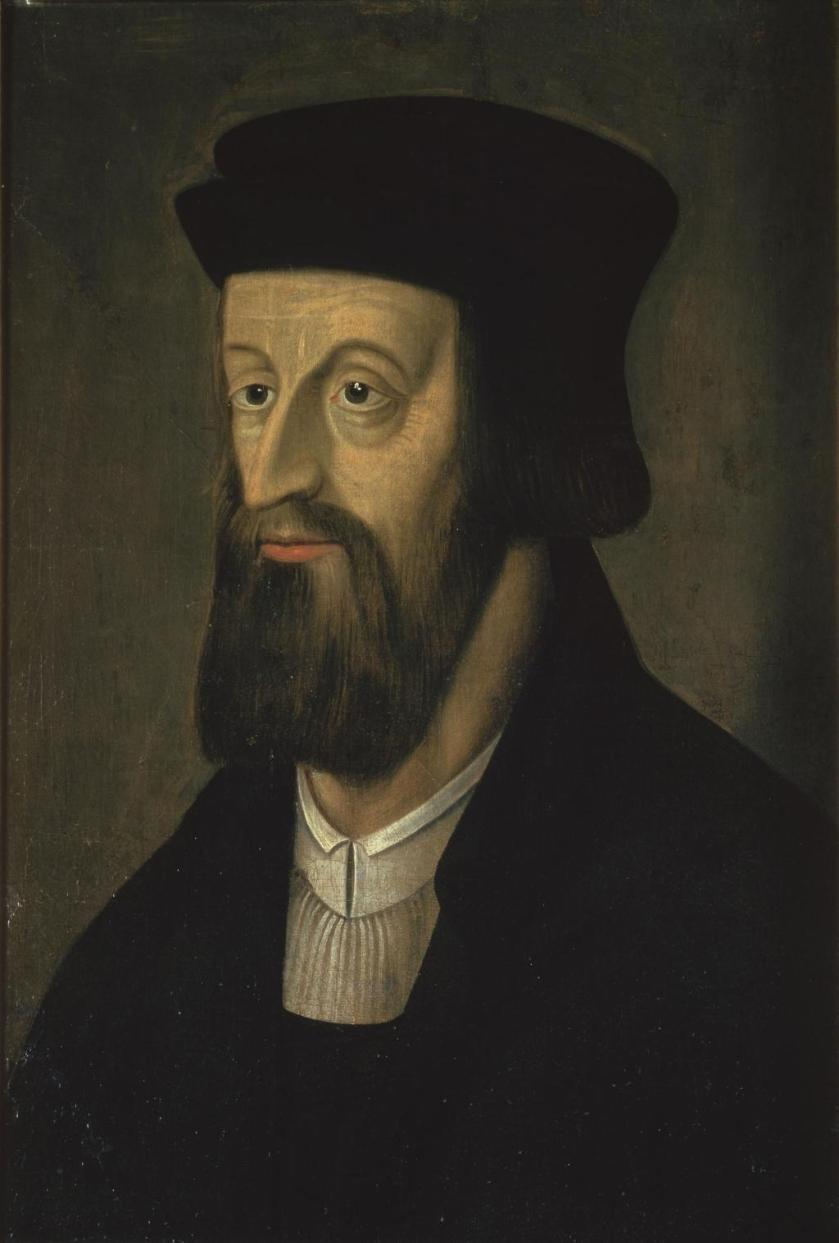
نگاره‌ای از هوس

ژان هوس (John huss) (از ۱۳۶۹ تا ۱۴۱۵ میلادی)، استاد دانشگاه پراگ، یک مصلح دینی بود که مردم پراگ را به قیام علیه سلطهُ آلمان‌ها و کلیسای کاتولیک رومی برانگیخت. او بر ضد مال‌اندوزی کشیشان کاتولیک و بخشش گناهان توسط آنان تبلیغ می‌کرد و می‌گفت که زمین‌های در دست کلیسایی‌ها باید مصادره شود.
او خود کتابهای مذهبی را که به زبان لاتین و برای مردم نامفهوم بود به زبان چک ترجمه کرد و پاپ را ضد مسیح خواند و باور به گناه‌ناپذیر بودن پاپ را کفر نامید.

## مرگ
مجمع روحانیون بلندپایه کلیسای کاتولیک، هوس را به محاکمه کشاندند و در حالی که به او اجازه ندادند حتی یک کلمه سخن بگوید، به مرگ در آتش محکومش کردند. پیش از مرگ از هوس خواسته شد تا توبه کند و حرف‌های خود را پس بگیرد اما او حاضر به این کار نشد و مرگ در آتش را ترجیح داد.

## نگارخانه

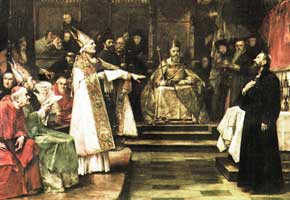
نقاشی یان هوس در شورای کنستانس توسط واتسلاو بروژیک (۱۸۸۳).
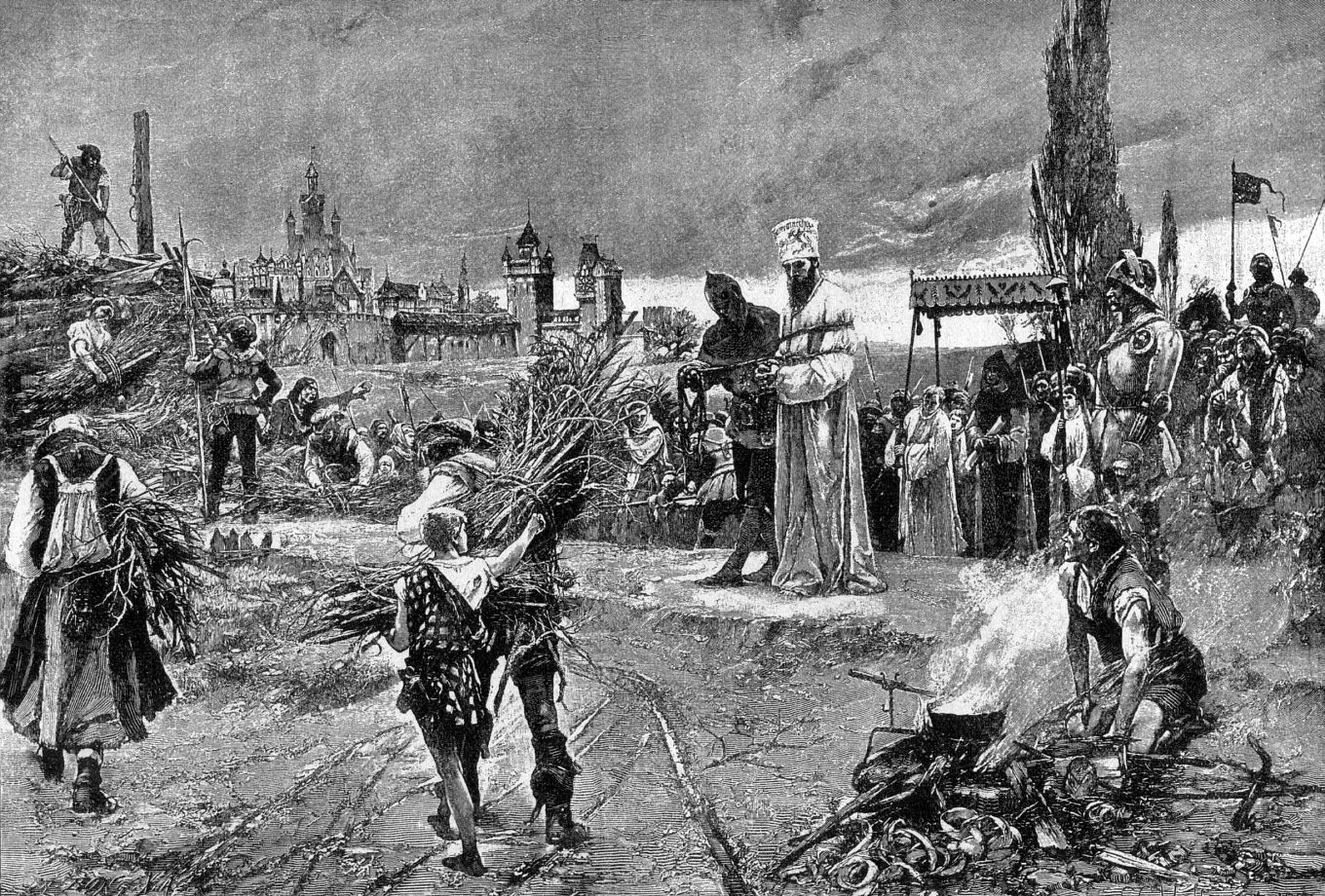
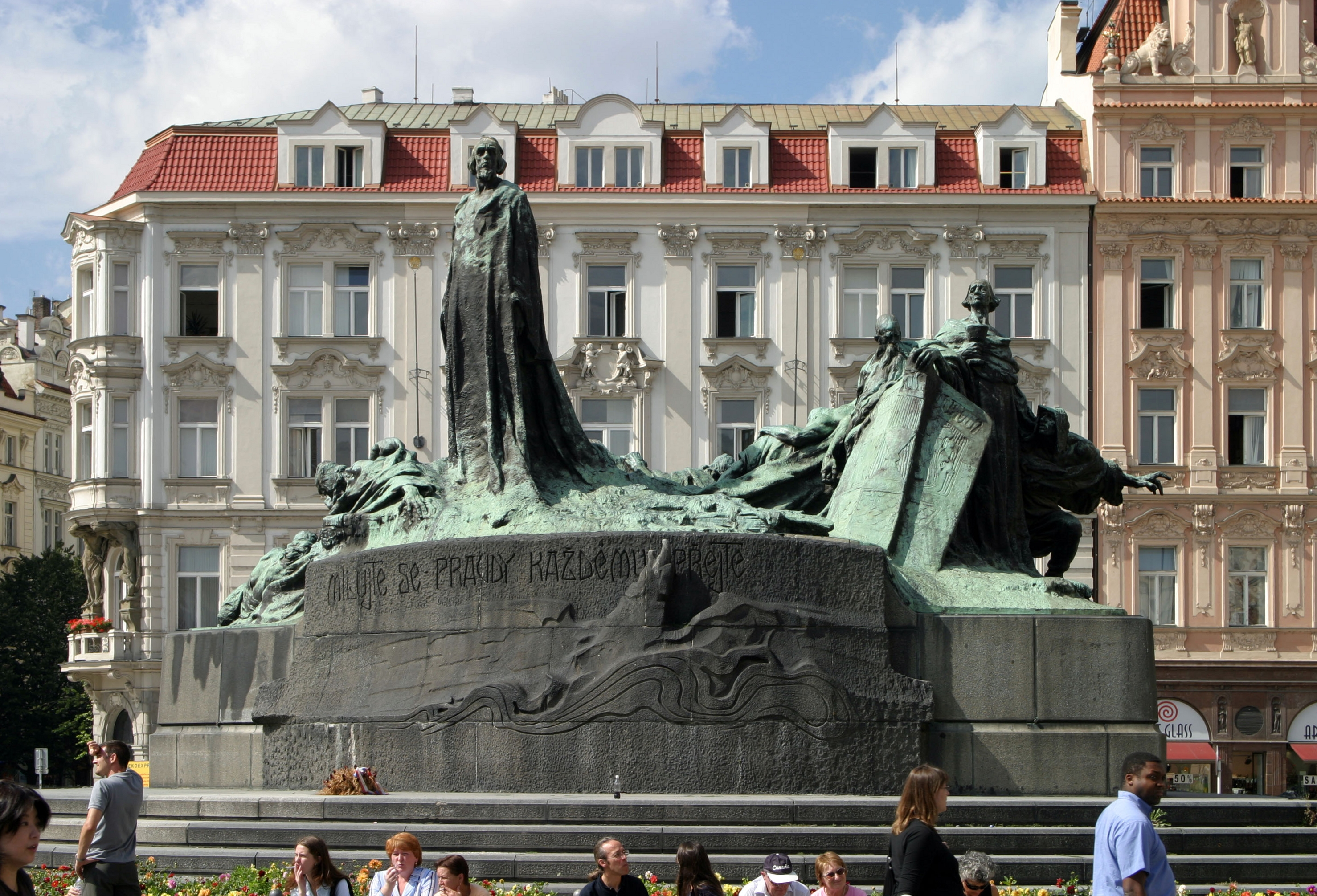
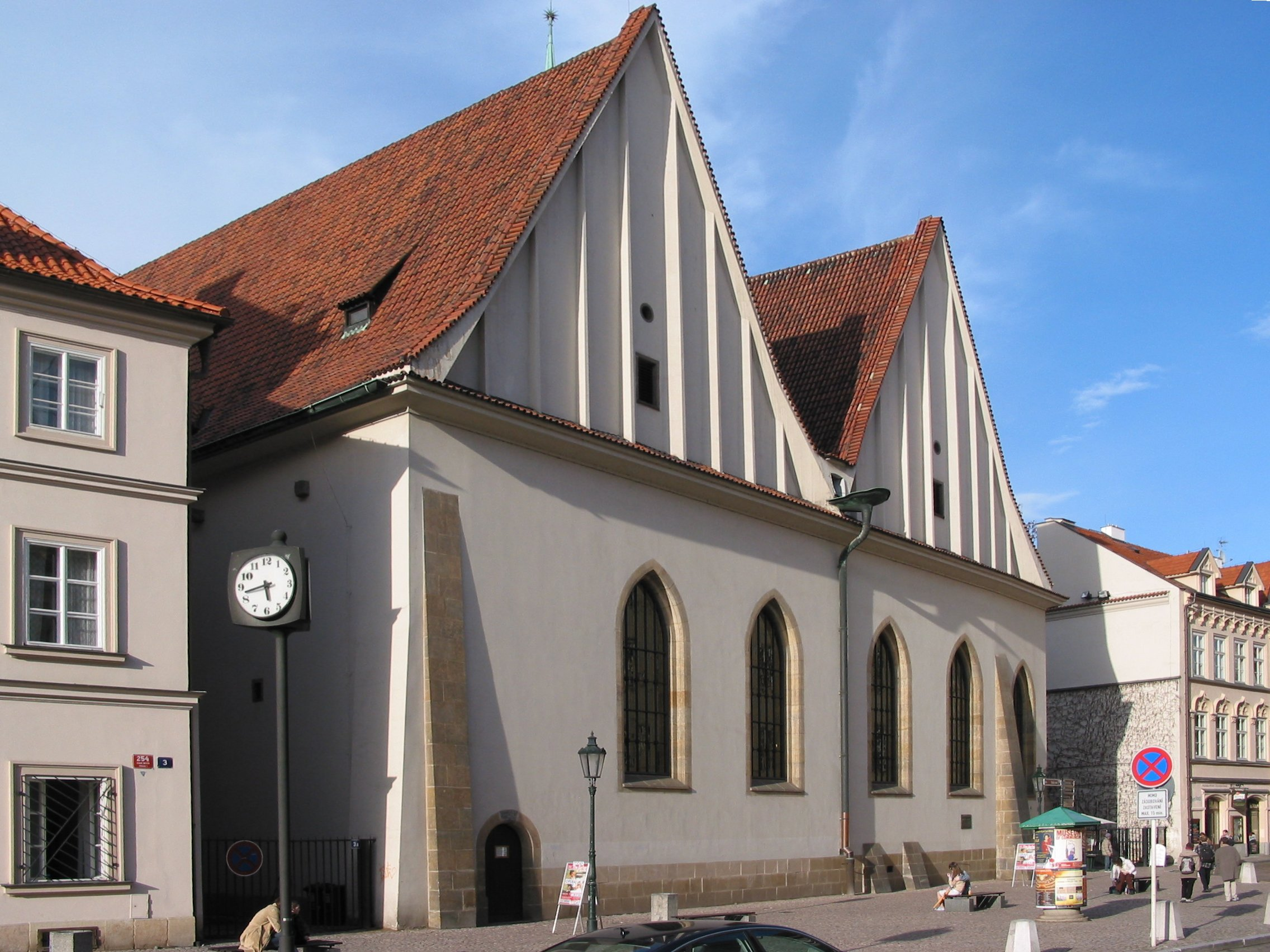
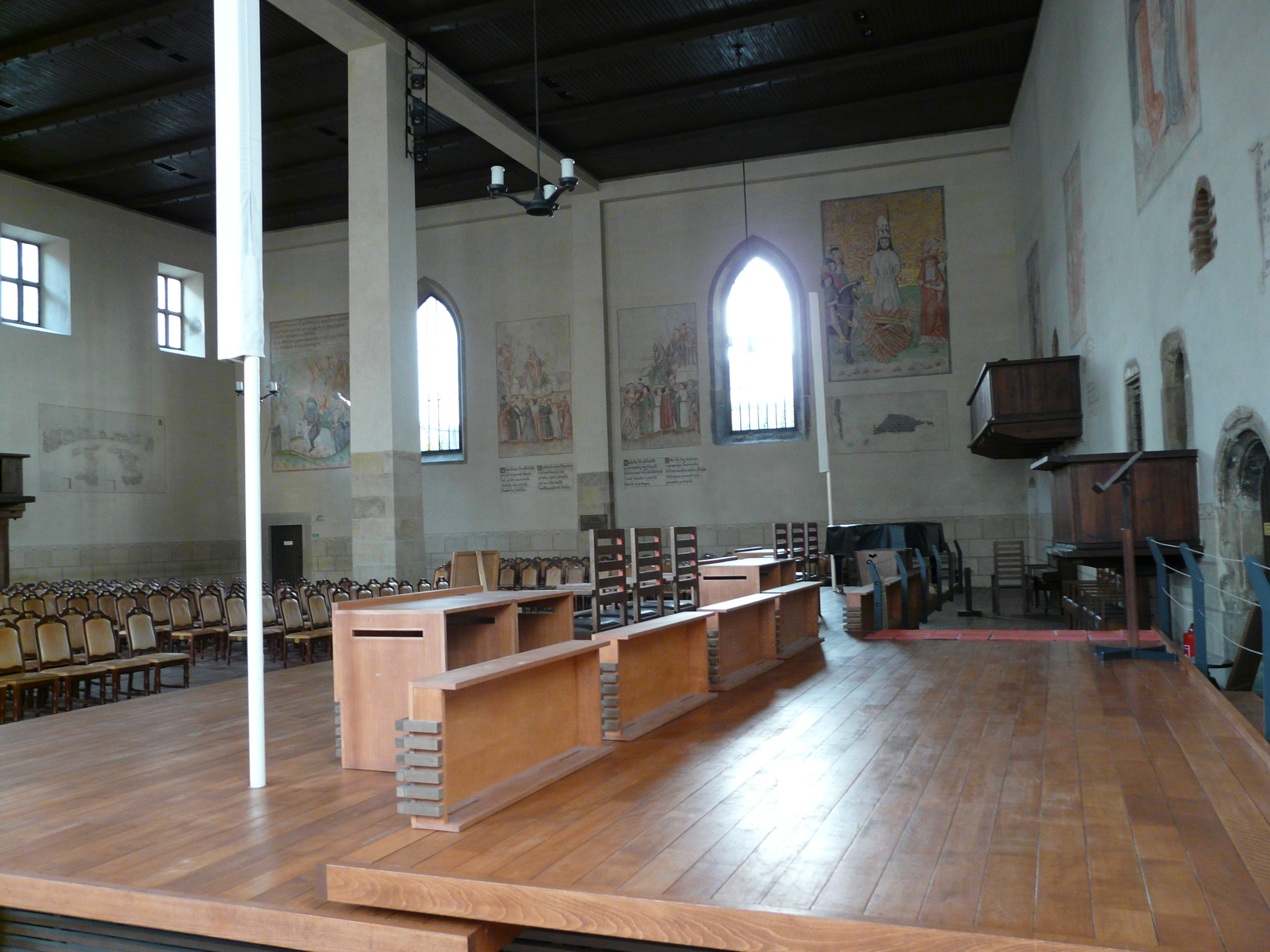